# Де Леон, Джереми
Дже́реми Андре́ де Лео́н Родри́гес (исп. Jeremy André de León Rodríguez; род. 18 марта 2004, Сан-Хуан) — пуэрториканский футболист, нападающий испанского клуба «Реал Мадрид Кастилья» и сборной Пуэрто-Рико.

## Биография

### Клубная карьера
Начинал заниматься футболом на Пуэрто-Рико. В 2020 году перешёл в испанскую International Development Academy в Валенсии. В 2022 подписал первый профессиональный контракт с клубом третьего дивизиона Испании «Кастельон». Дебютировал за команду 14 мая 2022 года, отыграв первый тайм против «Вильярреал B». В сезоне 2022/23 сыграл за команду 26 матчей и забил 1 гол, в основном появляясь на замену в концовке матчей.
24 января 2024 года подписал контракт с мадридским «Реалом». Некоторые источники назвали его первым пуэрто-риканцем в истории «Реала», однако в 1926/27 и 1932/33 годах за клуб выступал другой уроженец острова Эдуардо Ордоньес. 28 января де Леон дебютировал за команду «Реал Мадрид Кастилья» в матче против «Линарес Депортиво».

### Карьера в сборной
В составе молодёжной сборной Пуэрто-Рико выступал на молодёжном чемпионате КОНКАКАФ 2022, где сыграл в матче 1/8 финала против Мексики (0:6). Также вызывался в основную сборную Пуэрто-Рико, но на поле пока не выходил.